# Pemfigoide anti-p200
Il pemfigoide anti-p200 è una rara patologia bollosa autoimmune subepidermica.

## Storia
È stato descritto per la prima volta nel 1996 da Zillikens e Hashimoto.

## Epidemiologia
Si tratta di una tipologia di pemfigoide estremamente rara. Colpisce prevalentemente maschi con un rapporto M:F di 1:3. Non sono note differenze etniche. Nel 30% dei casi è associato a psoriasi.

## Patogenesi
Nel pemfigoide anti-p200 si riscontrano nel 90% dei casi autoanticorpi IgG4 verso il dominio C-terminale della laminina γ1 e in un terzo dei pazienti verso altri antigeni come il dominio NC16A del collagene di tipo XVII, distonina, collagene di tipo VII e laminina 332. Non è tuttavia nota la rilevanza degli anticorpi anti-laminina γ1 nella patologia nell'uomo in quanto il distacco dermo-epidermico si verifica anche in assenza di autoanticorpi circolanti e in quanto questi anticorpi non sembrano determinare lesioni ai vasi sanguigni che esprimono la proteina.

## Istologia
Si riscontra distacco dermo-epidermico con formazione di bolle subepidermiche e infiltrato infiammatorio nel derma papillare costituito prevalentemente da neutrofili ed eosinofili. Istologicamente risulta indistinguibile dal pemfigoide bolloso. All'immunofluorescenza diretta si riscontra un deposito anticorpale lineare alla giunzione dermo-epidermica, ad alto ingrandimento presenta un pattern "n-serrato".

## Clinica
Dopo una fase prodromica costituita da chiazze eritematose orticarioidi e pruriginose, i pazienti presentano bolle a parete tesa e contenuto sieroso o siero-ematico su base eritematosa o su cute normale, di dimensioni variabili da qualche millimetro ad alcuni centimetri. Le bolle si rompono dopo alcuni giorni o in seguito a traumi meccanici dando luogo ad erosioni che si rapprendono formando croste giallastre o ematiche. Le bolle si possono localizzare in qualsiasi regione cutanea e possono coinvolgere anche le mucose orale e genitale. Guariscono senza esiti cicatriziali ma l'iperpigmentazione post-infiammatoria può perdurare per mesi. Talvolta le lesioni in risoluzione sono accompagnate dai grani di miglio. Il quadro è spesso indistinguibile dal pemfigoide bolloso, altre volte è simile alla malattia lineare da IgA o alla dermatite erpetiforme.

## Prognosi
Si tratta di una patologia cronico-recidivante che alterna quindi periodi di attività ad altri di remissione.

## Diagnosi
La diagnosi si basa sulle caratteristiche cliniche della patologia, viene confermata con biopsia cutanea perilesionale e successivo esame istopatologico con immunofluorescenza diretta che permette il riscontro dei tipici depositi di lineari IgG alla giunzione dermo-epidermica; ad alto ingrandimento è poi possibile distinguere il pattern "n-serrato". Se l'IFD risulta negativa, si ricorre all'immunofluorescenza indiretta grazie alla quale è inoltre possibile distinguere le varianti di pemfgoide tra quelle in cui i depositi si verificano sul tetto della bolla e quelle in cui si trovano sul pavimento; nel pemfigoide anti-p200 si localizzano al tetto della bolla. Se l'immunofluorescenza non risulta diagnostica si ricorre all'ELISA.

## Trattamento
Il pemfigoide anti-p200 viene trattato con corticosteroidi topici ad alta potenza associati a corticosteroidi sistemici come prednisone. Altre terapie sistemiche utilizzate sono il dapsone, l'azatioprina e antibiotici quali la doxiciclina.